# Gaffelmossa
Gaffelmossa (Riccia fluitans) är en levermossart i släktet rosettmossor och familjen Ricciaceae.
Gaffelmossan är en flytväxt som växer i sötvatten. Den används ibland som akvarieväxt, bland annat för att ge skydd åt ungfisk. Arten är reproducerande i Sverige och återfinns i landets södra halva, upp till Dalarna och Hälsingland i norr.